# عبد العزيز عبد الرحمن
عبد العزيز عبد الرحمن (18 مارس 1982 -)، مغني سعودي. ولد في تبوك ومن سكان منطقة الرياض، من اب سعودي وام أردنية.

## إنجازاته
الحائز على المركز الأول في برنامج ستار أكاديمي 6. بنسبه تفوق النصف وقد تميز عبد العزيز عبد الرحمن في الأكاديمية بشخصيته القوية والمرحه، وصوته الجميل والمميز وحضوره القوي على المسرح، واضفى وجوده جوا مميزاً. كان يتفوق على نفسه في صفوف تمارين الصوت وصفوف المسرح مع الأساتذة ماري محفوض وميشيل جبر. كما انه تم اختياره كا أفضل فنان صاعد لعام 2009 بعد تخرجه من الأكاديمية بعدة أشهر وذلك في احتفال الـ دي جيه السنوي كما تم تقديم عدة تكريمات له في عدة مناسبات وذلك في خلال سنه واحده فقط من بعد تخرجه من الأكاديمية.

## عبد العزيز والأساتذة
تميز عبد العزيز بعلاقته القوية والمتينه مع الاساتذه

## أعماله الفنية
اصدر أول اغنياته سنه 2009 بعنوان وافرض وحققت هذه الأغنية نجاحا كبيراً رغم عدم تصويرها فيديو كليب.
واصدر بعدها عملا مشتركا مع الفنان الكبير عبادي الجوهر بمناسبة سلامة الأمير سلطان بن عبد العزيز آل سعود وكانت بعنوان نحمد الله، واصدر أغنية عراقيه مميزه بعنوان اخذوله من البومه الجديد الذي لم يصدر بعد وهو عاكف حالياً في العمل عليه، ويحتوي هذا العمل على عدة اغاني بلهجات عربيه مختلفه وخاصه انه تميز في الأكاديمية بأتقان عدة لهجات بشكل جيد وتميز باللونين اللبناني والعراقي، وتعاون عبد العزيز مع عدد من أهم الشعراء والملحنين الخليجيين والعرب وسيكون هناك تعاون جديد مع الفنان الكبير عبادي الجوهر في البومه القادم،
واصدر في عام 2012 اغنيتين بعنوان ماعلموك ولاتحاسبني،
وفي عام 2012 قدم مهرجان الفيلم السعودي الذي عرض على قناة روتانا خليجية.

## صوته
يتميز صوت عبد العزيز بالقوة والضخامة وكثيرا ما كان الأساتذة يشيرون إلى ان خامه صوته اوبراليه نادره
وتندرج تحت مسمى باس باريتون، وكان يؤدي عدة مقطوعات اوبراليه كلاسيكيه بعدة لغات منها الإيطالي والفرنسي رغم
عدم معرفته بهذه اللغتين.

## القاب اطلقها عليه الجمهور
خلال مسيرته في ستار أكاديمي 6 ابهر الناس بموهبته في العزف على آلة العود وعلى صوته الذي يطوعه في كل لون من الوان الغناء واللهجات فاطلق الجمهور عليه عدة القاب منها صانع الأغنيه، والسلطان عبد العزيز، وغيرها من الألقاب وقد ذكر في مقابله تلفزيونيه ان الألقاب التي اطلقها عليه جمهوره ومحبوه هي أهم بالنسبة له من لقب ستار اكاديمي6 رغم اعتزازه بهذا اللقب.

## أعماله
- وافرض
- نحمد الله
- اخذوله روحي
- ماعلموك
- لا تحاسبني
- بطل بطل

| سبقه نادر قيراط | الفائز بلقب ستار أكاديمي موسم 2008-2009 | تبعه ناصيف الزيتون |

## وصلات خارجية
- عبد العزيز عبد الرحمن على موقع أرشيف الشارخ.

موقعه الرسمي
عبد العزيز عبد الرحمن  على فيسبوك.